# Antonio Malaschini
Antonio Malaschini (Roma, 1º maggio 1947) è un avvocato italiano, dal 2011 al 28 aprile 2013 sottosegretario ai rapporti con il Parlamento del Governo Monti.
In precedenza è stato Segretario Generale del Senato e Consigliere di Stato. È attualmente Consigliere giuridico del Ministro dell'Economia.

## Biografia
Nato a Roma il 1º maggio 1947, si è laureato in Giurisprudenza presso l’Università degli Studi di Roma "La Sapienza". Vince una borsa di ricerca quadriennale in Diritto Pubblico nella stessa università, ed entra quindi con concorso nei ruoli del Senato della Repubblica il 1º ottobre 1973 come referendario parlamentare.
Il 1º giugno 1989 ha assunto l'incarico di direttore del Servizio di Segreteria e dell'Assemblea ed il 29 maggio 1992 quello di Vicesegretario Generale del Senato. Dal 6 novembre 2002 all'8 febbraio 2011 è stato Segretario Generale del Senato.
Il 9 febbraio 2011 viene nominato Consigliere di Stato. Dal 29 novembre 2011 al 28 aprile 2013 è stato sottosegretario ai rapporti con il Parlamento del Governo Monti. Si è dimesso dal Consiglio di Stato il 1º ottobre 2013. È avvocato cassazionista. È stato, a titolo gratuito, Consigliere giuridico presso il Ministero dello Sviluppo Economico e Vice Capo di Gabinetto del Ministero dell’Economia. È attualmente, sempre a titolo gratuito, Consigliere giuridico del Ministro dell'Economia.
È autore di libri e pubblicazioni su temi di diritto parlamentare e costituzionale comparato, tra i quali "Classi dirigenti: tra crisi della democrazia e sistemi autoritari", Rubbettino ed. 2017;  "Come si governa la Cina: le istituzioni della Repubblica Popolare Cinese", Rubbettino 2019; "Diritti di libertà, controllo sociale e tecnologia informatica: gli sviluppi recenti del modello cinese", in Percorsi Costituzionali, 2-3 2018; "La Cina nella guerra russo-ucraina", Paradoxaforum, 2022; "Il confucianesimo nella Cina contemporanea", Paradoxa, 2022;  ;  "Grande timoniere o "Direttorio? La leadership politica nella Cina contemporanea", in Percorsi Costituzionali 1.2022; "La posizione della Cina nella guerra russo-ucraina nel secondo anno di conflitto", Paradoxa 2/2023; "Cina: che fare?", in Paradoxaforum, 21 settembre 2023; "Make America Great Again: non "caos" ma progetto politico", in Paradoxaforum, 3 aprile 2025; "C'è del metodo in questa follia?" La presidenza Trump e la unitary executive theory", in Paradoxaforum, 14 maggio 2025 
Ha pubblicato diversi lavori sugli effetti della pandemia da Covid-19 sull'attività parlamentare e sulle più recenti questioni istituzionali: "Procedure parlamentari e legislazione d'emergenza", in Luiss School of Government Working Paper Series, 57/2020; "Sulle concrete misure adottate dal Parlamento in occasione dell'emergenza Covid-19", in Forum di Quaderni Costituzionali, 2, 2020; "Partecipazione ai lavori a distanza da parte dei parlamentari", con Michele Pandolfelli, in Forum di Quaderni Costituzionali, 4,2020; "L'equilibrio Parlamento-Governo nelle trasformazioni dei Regolamenti delle Camere", ne "Il Filangieri", Quaderno 2021; "Parlamento, Coronavirus e riduzione dei parlamentari", in Rassegna Parlamentare, 2, 2020; "Crisi della legislazione: riorganizzazione parziale del procedimento legislativo o codificazione ordinaria ex post ?",con Michele Pandolfelli, in Forum di Quaderni Costituzionali, 3, 2021; "Parlamento-Governo nell'Esecutivo Draghi: rottura o ripartenza?", in Paradoxa 4/2021; "La tela di Penelope: settanta anni di tentativi, mai riusciti, di riforma costituzionale", in Rassegna Parlamentare,  2022  .
Nel volume collettaneo sulla Intelligenza Artificiale coordinato da Paola Severino (LUISS University Press, 2022) ha redatto la sezione di diritto comparato: "Regolare l'Intelligenza Artificiale. Le risposte di Cina, Stati Uniti, Unione Europea, Regno Unito, Russia e Italia". Sempre sui temi dell'IA,  "PARLTECH. Intelligenza Artificiale e Parlamenti: una prima riflessione", con Michele Pandolfelli, in Luiss School of Government Working Paper Series, 69/2022; "Winning the artificial intelligence era", Centro Studi Americani e Ministero Affari Esteri, ottobre 2022; "Metaverso e diritto: su alcune questioni giuridiche della realtà virtuale", in Giustamm, 2023; "Su alcune recenti pronunce a tutela dei diritti nel metaverso", in Paradoxaforum, 13/03/2023; "Chat GPT: questioni giuridiche ed implicazioni sociali", in Consulta Online,  6 luglio 2023; L'incerta partenza della disciplina europea sull'intelligenza artificiale, in Paradoxaforum, 29 gennaio 2024; "Su alcune questioni etiche poste dall'intelligenza artificiale" in Rassegna Parlamentare, 2, 2023; "Qualche osservazione preliminare sulla nuova legislazione europea sull'intelligenza artificiale", in Paradoxaforum, 18 marzo 2024; "Disinformazione, fake news, politica ed elezioni", in  Paradoxaforum, 3 giugno 2024: "Intelligenza artificiale e intelligence", in Sicurezza Nazionale. Poteri, conflitti, informazioni, Luiss Press, giugno 2024; "Il regolamento europeo sull'intelligenza artificiale, l'orientamento italiano e i diversi indirizzi di Stati Uniti e Regno Unito", in Rassegna Parlamentare, 1, 2024; "Le ventisei parole che hanno creato internet", in Paradoxaforum, 27 giugno 2024; "Big Tech e nuova statualità", In Paradoxaforum, 4 novembre 2024; "Regolare l'intelligenza artificiale: un ossimoro?", in Agenda Digitale, 13 dicembre 2024; "Le grandi società tecnologiche e le nuove forme della statualità", in Rassegna Parlamentare n. 3/2024; "Governare l'IA, sfida impossibile? Il dilemma dell'UE dopo Deepseek", in Agenda Digitale, 6 febbraio 2025; "AI, l'Europa prigioniera delle regole", in Agenda Digitale, 14 febbraio 2025; "IA: confronto tra Big Tech americane e Europa. Un Atlantico più largo anche nella regolazione dell'IA", in Paradoxaforum,  6 marzo 2025.  